# Забелин, Фёдор Андреевич
Фёдор Андреевич Забелин (27 мая 1883, Ревель — 26 мая 1973) — русский и советский гимнаст и легкоатлет. Участник летних Олимпийских игр 1912 года.

## Биография
Родился 27 мая 1883 года в российском городе Ревель (сейчас Таллин в Эстонии).
В детстве перебрался в Санкт-Петербург. Занимался гимнастикой в спортивном обществе «Пальма».
В 1904 году участвовал в забеге на 10 вёрст в Финляндии, где завоевал второй приз.
В 1912 году вошёл в состав сборной Российской империи на летних Олимпийских играх в Стокгольме. Выступал в соревнованиях по спортивной гимнастике в личном многоборье. Занял 42-е место, набрав 76,25 балла и уступив 58,75 балла завоевавшему золото Альберто Бралье из Италии. Забелин опередил только не завершивших турнир финнов Калле Экхольма и Юрьё Вуолио.
В отдельных упражнениях Забелин показал лучший результат на кольцах — 22,50, на брусьях он набрал 22,00, на коне — 17,00, на перекладине — 14,75.
К моменту выступления на Олимпиаде был служащим. По воспоминаниям Забелина, о том, что вошёл в состав сборной России, узнал примерно за полтора месяца до старта.
В 1914 году участвовал в первом марафонском забеге в России (Царское Село — Петербург).
Окончив  гимнастические курсы, преподавал гимнастику в военно-фехтовально-гимнастической школе. В дальнейшем работал инструктором коллективов физкультуры на предприятиях, инструктором спортклубов ДСО «Медик» и «Зенит». Был первым тренером заслуженного мастера спорта по лёгкой атлетике и заслуженного тренера СССР Виктора Алексеева.
Во время Великой Отечественной войны был тружеником блокадного Ленинграда. Награждён медалью «За оборону Ленинграда».
С 1944 года жил в городе Люботин Харьковской области. Работал на Южной железной дороге, продолжал заниматься спортом. В 1949 году в 66-летнем возрасте хорошо пробежал 25-километровую дистанцию. В 1951 году был спортивным инструктором общества «Локомотив» станции Люботин. Сохранилось фото 1951 года, на котором Забелин запечатлён со спортсменами Люботинского железнодорожного узла.
Участвовал в пробегах Пушкин — Ленинград с 1924 по 1968 год. Кроме того в 1935 году участвовал в пробеге на приз газеты «Спартак» (Удельная — Ленинград, 15км). Являлся любимцем ленинградских болельщиков, от которых получил прозвище «Дядя Федя».
Умер 26 мая 1973 года.